# Aarón (nefita)
Según el Libro de Mormón, Aarón fue un misionero nefita y uno de los hijos del rey Mosíah. Fue hermano del profeta Ammón. Tal y como cuenta el Libro de Mormón, Aarón y sus tres hermano (Ammón, Omner y Himni), dejaron a su padre y a su pueblo, para viajar a la tierra de los lamanitas para evangelizarles.
Durante su permanencia allí, Aarón fue encarcelado y golpeado, pero finalmente ayudó a la conversión de miles de lamanitas, quien más tarde se convirtieron en los Anti-Nefi-Lehitas.